# Unterengstringen
Unterengstringen ist eine politische Gemeinde im Bezirk Dietikon des Kantons Zürich in der Schweiz. Seine Mundartnamen sind Underäischtrige, Underäischtringe.

## Geographie
Unterengstringen liegt im Limmattal auf etwa 400 m ü. M. an der Südflanke des Altberg-Höhenzugs.
Die Nähe der Stadt Zürich und die guten Verkehrsverbindungen tragen mit dazu bei, dass die Lage am Südhang des Gubrists als bevorzugte Wohnlage erscheint. Die beiden Waldungen am Gubrist und in der Hard sind beliebte Erholungsräume. Grüngürtel, noch als Landwirtschaftsland betrieben, gehören mit zu diesen Freiräumen, welche sich im südlichen Teil der Gemeinde mit den Besitzungen des Klosters Fahr und dem Hardwald zu einer kompakten Erholungszone entlang der Limmat ausdehnen.

## Wappen
Blasonierung:
In Rot eine silberne Pflugschar vor einem silbernen Rebmesser mit goldenem Griff

## Bevölkerung

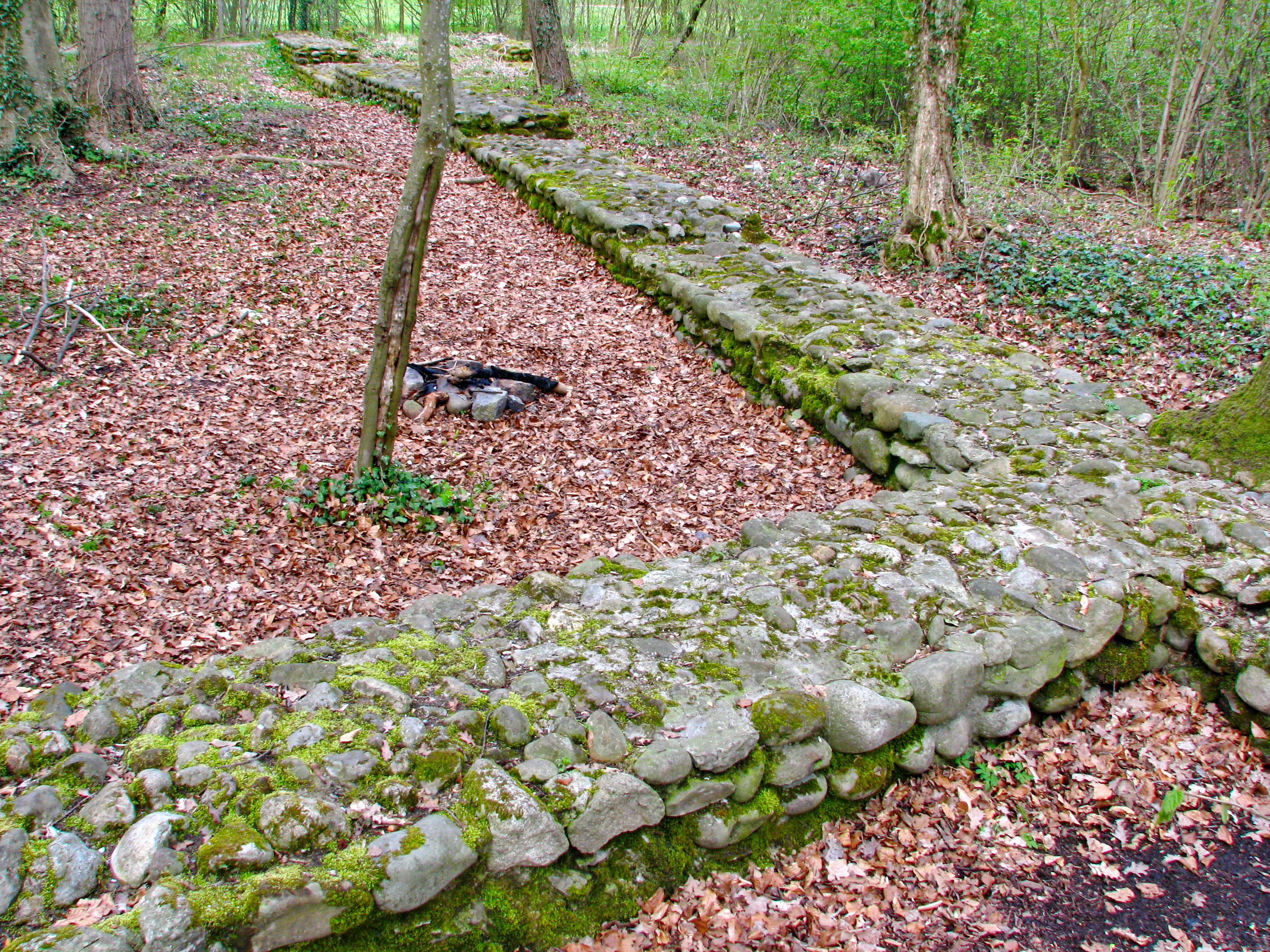
Mauerreste des Städtchens Glanzenberg

Unterengstringen, historisches Luftbild von 1919, aufgenommen von Walter Mittelholzer

Die Gemeinde Unterengstringen zählte am 31. Dezember 2024 4'340 Einwohner. Davon waren 3'195 Schweizer und 1'145 (26,4 %) Ausländer. Die Konfessionen verteilten sich wie folgt: römisch-katholisch 24,2 %, evangelisch-reformiert 20,1 %, andere oder keine 55,7 %.
| Jahr | Einwohner |
| ---- | --------- |
| 1634 | 96        |
| 1764 | 142       |
| 1850 | 255       |
| 1900 | 302       |
| 1950 | 933       |
| 2000 | 2'846     |
| 2005 | 2'868     |
| 2010 | 3'367     |
| 2015 | 3'627     |
| 2020 | 3'982     |
| 2022 | 4'113     |
| 2024 | 4'340     |

## Politik
Gemeindepräsident ist Marcel Balmer (SVP, Stand 2025).
Bei den Nationalratswahlen 2023 betrugen die Wähleranteile in Unterengstringen: SVP 38,94 % (+0,43), FDP 16,49 % (−6,31), SP 12,40 % (+2,18), glp 11,69 % (−0,93), Mitte 8,33 % (+4,29), Grüne 5,30 % (−1,35), EVP 3,28 % (+0,77), EDU 0,84 (+0,20).

## Sehenswürdigkeiten
- Auf Gemeindegebiet befindet sich die Ruine Glanzenberg, die eine Burgruine und die Wüstung des ehemaligen Städtchens Glanzenberg umfasst.
- Das Gebiet des Klosters Fahr ist eine Enklave in Unterengstringen und gehört zur aargauischen Gemeinde Würenlos.